# Zelking und Matzleinsdorf
Die Herrschaft Zelking und Matzleinsdorf war eine Grundherrschaft im Viertel ober dem Wienerwald im Erzherzogtum Österreich unter der Enns, dem heutigen Niederösterreich.

## Ausdehnung
Die Herrschaft mit Feste und dem Amte Zelking umfasste zuletzt die Ortsobrigkeit über Matzleinsdorf, Zelking, Ainstedl, Gassen, Großpriel, Klauspriel, Mannersdorf und Erlauf. Der Sitz der Verwaltung befand sich im Schloss Matzleinsdorf.

## Geschichte
Die letzte Inhaberin der Allodialherrschaft war Maria Ludmilla Gräfin von Harrach zu Rohrau (1794–1860), als die Herrschaft mit den Reformen 1848/1849 aufgelöst wurde.